# كامران شاخسوفارلي
كامران شاخسوفارلي (مواليد 6 ديسمبر 1992) هو ملاكم أذربيجاني، مثّل بلاده في الألعاب الأولمبية الصيفية 2016 وحقق الميدالية البرونزية في فئة الوزن المتوسط.

## روابط خارجية
كامران شاخسوفارلي على موقع اللجنة الأولمبية الدولية (الإنجليزية)
- كامران شاخسوفارلي على موقع أوليمبيديا (الإنجليزية)